# 主辞駆動句構造文法
主辞駆動句構造文法（英: Head-driven phrase structure grammar, HPSG）は、Carl Pollard と Ivan Sag が開発した非派生的生成文法理論である（1985年）。一般化句構造文法の直接の後継である。HPSG はコンピュータ科学からも関心を寄せられ（データ型理論や知識表現）、フェルディナン・ド・ソシュールのシーニュ（記号）の記法を使う。形式主義的でモジュール性があることから、自然言語処理からも関心を寄せられている。
HPSGの文法には原則や構文規則だけでなく、従来は文法に含められることがなかった「語彙」も含められている。その形式主義は語彙主義に基づいている。すなわち、語彙は単なる単語のリストではなく、それ自体が十分構造化されている。個々のエントリには型がつけられる。それらの型は階層を形成する。
HPSGが扱う基本型はシーニュである。語と句は、シーニュの2つの異なる派生型である。語は2つの素性を持つ。[PHON]（音、音声形式）と [SYNSEM]（統語的、意味論的情報）であり、共にさらに細かく分類される。シーニュと規則は型付き素性構造（feature structure）として形式化される。
HPSGに基づいた構文解析器がいくつも作られ、その最適化が最近の研究対象となっている。例えば、ドイツ語の文章を解析するシステムがブレーメン大学から提供されている。オランダ語向けには、フローニンゲン大学が開発した Alpino がある。
各種言語の大規模なHPSG文法が DELPH-IN 協力ネットワークによって開発されている。ドイツ語、英語、日本語に関するものがオープンソースのライセンスで利用可能となっている。